# Ciudad de Macao
La Ciudad de Macao o también conocida como Ciudad del Santo Nombre de Dios de Macao (en portugués Cidade do Santo Nome de Deus de Macau), es una ciudad ubicada en Macao. Se la ha conocido históricamente como la capital de esa misma provincia. Se ubica en la península de Macao, su población es de 520 000 habitantes.
Este concejo se divide en cinco freguesias:
- Sé
- Nossa Senhora de Fátima
- Santo António
- São Lázaro
- São Lourenço

- Datos: Q841086